# 楠町 (横浜市)
楠町（くすのきちょう）は、神奈川県横浜市西区の町名。「丁目」のない単独行政地名。住居表示未実施区域。
環状1号線（旧：東海道）に沿うマンション・オフィスの多い地域。北幸との間には派新田間川（明治初期の海岸線に当たる）があったが、現在は埋め立てられており、交差点に「楠橋入口」「北楠橋入口」の表示のみ残っている。

## 地理
西区の北西部に位置し、南東に北幸、南西に浅間町、北西に南軽井沢、北東に神奈川区台町および鶴屋町と接している。

## 歴史

### 沿革
- 1932年（昭和7年）1月1日 - 青木町の一部を分離し、楠町を新設。横浜市神奈川区楠町となる[6]。
- 1943年（昭和18年）12月1日 - 神奈川区から編入[7]。
- 1944年（昭和19年）4月1日 - 西区の新設に伴い、中区から分区。横浜市西区楠町となる[8]。
- 1966年（昭和41年）6月28日 - 北幸町の一部を楠町に編入[9]。
- 1970年（昭和45年）8月1日 - 楠町の一部を南軽井沢、神奈川区鶴屋町へ編入[9]。

## 世帯数と人口
2025年（令和7年）6月30日現在（横浜市発表）の世帯数と人口は以下の通りである。
| 町丁 | 世帯数    | 人口    |
| ---- | --------- | ------- |
| 楠町 | 1,711世帯 | 2,774人 |

### 人口の変遷
国勢調査による人口の推移。
| 年                 | 人口  |
| ------------------ | ----- |
| 1995年（平成7年）  | 706   |
| 2000年（平成12年） | 1,030 |
| 2005年（平成17年） | 2,571 |
| 2010年（平成22年） | 2,627 |
| 2015年（平成27年） | 2,620 |
| 2020年（令和2年）  | 2,783 |

### 世帯数の変遷
国勢調査による世帯数の推移。
| 年                 | 世帯数 |
| ------------------ | ------ |
| 1995年（平成7年）  | 378    |
| 2000年（平成12年） | 561    |
| 2005年（平成17年） | 1,416  |
| 2010年（平成22年） | 1,466  |
| 2015年（平成27年） | 1,499  |
| 2020年（令和2年）  | 1,640  |

## 学区
市立小・中学校に通う場合、学区は以下の通りとなる（2024年11月時点）。
| 番・番地等 | 小学校             | 中学校               |
| ---------- | ------------------ | -------------------- |
| 全域       | 横浜市立宮谷小学校 | 横浜市立軽井沢中学校 |

## 事業所
2021年現在の経済センサス調査による事業所数と従業員数は以下の通りである。
| 町丁 | 事業所数  | 従業員数 |
| ---- | --------- | -------- |
| 楠町 | 179事業所 | 3,156人  |

### 事業者数の変遷
経済センサスによる事業所数の推移。
| 年                 | 事業者数 |
| ------------------ | -------- |
| 2016年（平成28年） | 161      |
| 2021年（令和3年）  | 179      |

### 従業員数の変遷
経済センサスによる従業員数の推移。
| 年                 | 従業員数 |
| ------------------ | -------- |
| 2016年（平成28年） | 2,666    |
| 2021年（令和3年）  | 3,156    |

## その他

### 日本郵便
- 郵便番号：220-0003[3]（集配局：神奈川郵便局[19]）

### 警察
町内の警察の管轄区域は以下の通りである。
| 番・番地等 | 警察署     | 交番・駐在所 |
| ---------- | ---------- | ------------ |
| 全域       | 戸部警察署 | 浅間町交番   |